# كيفن هيثيرنغتون
كيفن هيثيرنغتون (بالإنجليزية: Kevin Hetherington)‏ هو لاعب كرة قدم ومدرب كرة قدم بريطاني، ولد في 1963. لعب مع كوين أوف ساوث.